# Corante de combustível
Corante de combustível é um corante adicionado a combustíveis, devido à legislação de alguns países, para colorir um combustível de baixa tributação para impedir seu uso em aplicações mais tributadas. Combustíveis não tributados são referidos como "coloridos", enquanto os tributados são chamados de comuns, "claros" ou "brancos".